# Baureihe 610
De Baureihe 610, ook wel Pendolino genoemd, is een tweedelig dieselelektrisch treinstel uitgerust met kantelbaktechniek voor het regionaal personenvervoer van de Deutsche Bahn (DB).

## Geschiedenis
De trein werd ontworpen voor het regionaal personenvervoer op trajecten met veel bochten. De Deutsche Bahn verstrekte een opdracht aan het consortium MAN, Duewag en MBB voor de ontwikkeling van geschikte treinen. Hiervoor werd de door FIAT ontwikkelde kantelbaktechniek gebruikt. Deze treinstellen worden sinds 14 december 2014 niet meer ingezet.

## Constructie en techniek
De trein is opgebouwd uit een aluminium frame. Typerend aan deze trein is de toepassing aan beide kopeinden van een Scharfenbergkoppeling. Om meer comfort op lange afstand te bieden werd kantelbaktechniek toegepast. Deze treinen kunnen tot vier stuks gecombineerd rijden. De treinen zijn uitgerust met luchtvering. Voor de elektrische tractie wordt van GTO-technologie gebruikgemaakt.

### Kantelbaktechniek
De treinen zijn uitgerust met een kantelbaktechniek van Fiat bestaande uit onder meer een Gyroscoop die ervoor zorgt dat er in de bochten de hoek van de bocht een hydraulisch systeem versterkt wordt tot 8°.

### Nummers
De treinen werden door Deutsche Bahn (DB) als volgt genummerd:
| Nummer    | Nummer    | Opmerkingen |
| --------- | --------- | ----------- |
| 610 001-0 | 610 501-9 |             |
| 610 002-8 | 610 502-7 |             |
| 610 003-6 | 610 503-5 |             |
| 610 004-4 | 610 504-3 |             |
| 610 005-1 | 610 505-0 |             |
| 610 006-9 | 610 506-8 |             |
| 610 007-7 | 610 507-6 |             |
| 610 008-5 | 610 508-4 |             |
| 610 009-3 | 610 509-2 |             |
| 610 010-1 | 610 510-0 |             |
| 610 011-9 | 610 511-8 |             |
| 610 012-7 | 610 512-6 |             |
| 610 013-5 | 610 513-4 |             |
| 610 014-3 | 610 514-2 |             |
| 610 015-0 | 610 515-9 |             |
| 610 016-8 | 610 516-7 |             |
| 610 017-6 | 610 517-5 |             |
| 610 018-4 | 610 518-3 |             |
| 610 019-2 | 610 519-1 |             |
| 610 020-0 | 610 520-9 |             |

## Treindiensten
De treinen werden tussen 1992 en 2014 door de Deutsche Bahn ingezet op de volgende trajecten:  (stand 2014) 
- Nürnberg - Bayreuth v.v. (94km)
- Nürnberg - Hof v.v. (167km)
- Nürnberg - Schwandorf v.v. (94km)
- Nürnberg - Weiden v.v. (97km)

- Schwandorf - Furth im Wald v.v. (67km)
- Schwandorf - Regensburg v.v. (42km)
- Marktredwitz - Cheb v.v. (26km)
- Bayreuth - Marktredwitz v.v. (50km)